# باول كاكيتيك
باول كاكيتيك (بالبولندية: Paweł Kakietek)‏ (مواليد 2 يوليو 1975) هو ملاكم بولندي، مثّل بلاده في الألعاب الأولمبية الصيفية 2000.

## روابط خارجية
باول كاكيتيك على موقع أوليمبيديا (الإنجليزية)
- باول كاكيتيك على موقع اللجنة الأولمبية البولندية (مؤرشف) (البولندية)